# 山田侑平
山田 侑平（やまだ ゆうへい、1938年 - ）は、ジャーナリスト、翻訳家、人間総合科学大学名誉教授。
長野県出身。長野県諏訪清陵高等学校を経て、東京外国語大学中国語科卒業。共同通信記者となり、ニューヨーク支局員、ブリュッセル支局長など。2000年、人間総合科学大学教授。09年定年、名誉教授。

## 著書
- 『新聞で学ぶ現代英語』わらび書房　1982
- 『ビジネス英語のキーワード』佐々木謙一共著　研究社出版　1988
- 『日本の国際化とは 先人に学ぶ』連合出版　2001

## 翻訳
- 『李一哲の大字報』チイ・ハオ, ルネ・ビエネ編 小林幹夫共訳　日中出版　1977　現代中国双書
- 『紅衛兵だった私 戴小艾の政治的伝記』ゴードン・A.ベネット,ロナルド・N.モンタペルト編 日中出版　1978
- ヤープ・ファン・ヒネケン『中国の左翼 林彪と江青の栄光と没落』戸張東夫共訳　日中出版　1978
- シャルル・ベトレーム,ニール・バートン『毛沢東に背いた中国』日中出版　1980
- ピエール・サリンジャー『ホメイニに敗れたアメリカ 外交ドキュメント』玉木裕共訳　ティビーエス・ブリタニカ　1982
- ヤープ・ファン・ヒネケン『インドシナ現代史』鈴木佳明共訳　連合出版　1983
- 廖仲安『陶淵明』日中出版　1984　中国古典入門叢書
- 林秀峰『長夜 中国のなかの知識人第1部』日中出版　1985
- 陳友琴『白居易』日中出版　1985　中国古典入門叢書
- 王水照『蘇軾 その人と文学』日中出版　1986　中国古典入門叢書
- 林秀峰『風暴 中国のなかの知識人第2部』日中出版　1986
- ローリー・リー『スペイン放浪記 ある夏の朝、ふと旅に出て』連合出版　1992
- 呉企明『李賀 その人と文学』日中出版　1994　中国古典入門叢書
- 徐培均『李清照・その人と文学』日中出版　1997　中国古典入門叢書
- ジョージ・ソロス『ソロスの資本主義改革論 オープンソサエティを求めて』藤井清美共訳　日本経済新聞社　2001
- エリック・ローラン『ブッシュの「聖戦」 宗教、ビジネス、闇のネットワーク』藤野邦夫共訳　中央公論新社　2003
- カール・クロウ『支那四億のお客さま』新保民八共訳　連合出版　2007　別世界との出会い
- ティム・ワイナー『CIA秘録 その誕生から今日まで』藤田博司,佐藤信行共訳　文藝春秋　2008　のち文庫
- デイヴィッド・ハルバースタム『ザ・コールデスト・ウインター朝鮮戦争』山田耕介共訳　文藝春秋　2009
- 汪高キン,程仁桃『東アジア古代三国史 中国、朝鮮、日本』共同通信社　2009

## 参考
- 中国、朝鮮、日本　東アジア古代三国史 - 紀伊國屋書店BookWeb

| スタブアイコン | サブスタブ | この項目は、まだ閲覧者の調べものの参照としては役立たない、文人（小説家・詩人・歌人・俳人・作詞家・作家・放送作家・随筆家（コラムニスト）・文芸評論家）に関連した書きかけの項目です。この項目を加筆・訂正などしてくださる協力者を求めています（P:文学/PJ:作家）。 |